# Gabriel Bilos
Gabriel Bilos (Makarska, 3 augustus 2001) is een Kroatisch basketballer.

## Carrière
Bilos maakte zijn debuut in de hoogste klasse met het Bosnische KK Student Mostar. In 2020 volgde hij zijn vader, die werkt voor de NAVO, naar België en tekende een contract bij Okapi Aalst. Bij Aalst combineerde hij de eerste en de tweede ploeg, samen met studies Social Sciences aan de VUB. Hij speelde acht wedstrijden in het seizoen 2021/22 met de eerste ploeg.